# Ostroh (Poustka)
Ostroh (németül Seeberg) Poustka településrésze Csehországban a Karlovy Vary-i kerület Chebi járásában.

## Fekvése
Poustka községtől 2 km-re délnyugatra fekszik.

## Nevezetességei
- Seeberg várkastélya

1. ↑  Cseh Statisztikai Hivatal: https://www.czso.cz/csu/czso/vysledky-scitani-2021-otevrena-data (cseh nyelven). (Hozzáférés: 2022. november 1.)